# Shanghai Jinse Nianhua Nanzi Paiqiu Julebu 2015-2016
Questa voce raccoglie le informazioni riguardanti lo Shanghai Jinse Nianhua Nanzi Paiqiu Julebu nelle competizioni ufficiali della stagione 2015-2016.

## Organigramma societario
Area direttiva
- Presidente: Lu Ningxin

Area tecnica
- Allenatore: Shen Qiong
- Secondo allenatore: Liu Haipeng
- Assistente allenatore: Wang Ye

Area sanitaria
- Medico: Liu Xinhai

## Rosa
| N° | Nome            | Ruolo | Data di nascita   | Nazionalità sportiva |
| -- | --------------- | ----- | ----------------- | -------------------- |
| 1  | Dai Qingyao     | S/O   | 26 settembre 1991 | Cina                 |
| 2  | Liao Jianyu     | C     | 5 settembre 1995  | Cina                 |
| 3  | Huang Bin       | S     | 18 gennaio 1989   | Cina                 |
| 4  | Li Nan          | S     | 10 aprile 1998    | Cina                 |
| 5  | Zhang Yichen    | C     | 9 novembre 1992   | Cina                 |
| 6  | Wang Yuanjie    | C     | 5 gennaio 1995    | Cina                 |
| 7  | Li Chunhui      | S/O   | 7 marzo 1987      | Cina                 |
| 8  | Tong Jiahua     | L     | 13 dicembre 1992  | Cina                 |
| 9  | Zhan Guojun     | P     | 16 dicembre 1988  | Cina                 |
| 10 | Fang Yingchao   | S/O   | 3 agosto 1982     | Cina                 |
| 11 | Cristian Savani | S     | 22 febbraio 1982  | Italia               |
| 12 | Zhang Zhejia    | C     | 31 agosto 1995    | Cina                 |
| 13 | Chen Longhai    | C     | 29 marzo 1991     | Cina                 |
| 14 | Xu Zhensen      | P     | 1º settembre 1996 | Cina                 |
| 15 | Scott Touzinsky | S     | 22 aprile 1982    | Stati Uniti          |
| 16 | Ren Qi          | L     | 24 febbraio 1984  | Cina                 |
| 17 | Giulio Sabbi    | S/O   | 10 agosto 1989    | Italia               |
| 18 | Zhang Sulei     | P     | 10 marzo 1992     | Cina                 |
| 19 | Tao Zixuan      | C     | 5 aprile 1999     | Cina                 |
| 20 | Li Jiayu        | S     | 13 febbraio 1985  | Cina                 |

## Mercato
| Acquisti | Acquisti        | Acquisti       | Acquisti   |
| R.       | Nome            | da             | Modalità   |
| -------- | --------------- | -------------- | ---------- |
| S        | Li Nan          | ?              | ?          |
| P        | Xu Zhensen      | ?              | ?          |
| S        | Scott Touzinsky | Charlottenburg | definitivo |
| C        | Tao Zixuan      | ?              | ?          |
| S        | Li Jiayu        | ?              | ?          |
| S/O      | Giulio Sabbi    | Lube           | definitivo |

| Cessioni | Cessioni         | Cessioni  | Cessioni   |
| R.       | Nome             | a         | Modalità   |
| -------- | ---------------- | --------- | ---------- |
| S/O      | Han Tianyi       | Zhejiang  | prestito   |
| C        | Quin Zhen        | Zhejiang  | prestito   |
| S        | Nikola Kovačević | Paris     | definitivo |
| S        | Li Jiaoyang      | ?         | ?          |
| S        | Lin Zhijie       | Guangdong | definitivo |

## Risultati

### Volleyball League A

#### Regular season

##### Prima fase
| 1ª giornata - 15 novembre 2015 Shijiazhuang Zhongshan Stadium, Shijiazhuang | Hebei    | 1 - 3 | Shanghai | 19-25, 21-25, 25-21, 23-25 |
| 2ª giornata - 19 novembre 2015 Luwan Gymnasium, Shanghai                    | Shanghai | 3 - 1 | Hebei    | 23-25, 25-11, 25-22, 25-20 |
| 3ª giornata - 22 novembre 2015 Luwan Gymnasium, Shanghai                    | Shanghai | 3 - 0 | Sichuan  | 25-16, 25-23, 25-21        |
| 4ª giornata - 26 novembre 2015 Luwan Gymnasium, Shanghai                    | Shanghai | 3 - 1 | Fujian   | 22-25, 25-22, 25-19, 25-13 |
| 5ª giornata - 29 novembre 2015 Deqing County Sports Center Stadium, Deqing  | Zhejiang | 1 - 3 | Shanghai | 19-25, 25-15, 19-25, 22-25 |
| 6ª giornata - 3 dicembre 2015 Luwan Gymnasium, Shanghai                     | Shanghai | 3 - 1 | Jiangsu  | 24-26, 25-17, 25-23, 26-24 |
| 7ª giornata - 6 dicembre 2015 University of Technology Gymnasium, Nanchino  | Jiangsu  | 0 - 3 | Shanghai | 23-25, 23-25, 22-25        |
| 8ª giornata - 10 dicembre 2015 Shuangliu County Sports Center, Chengdu      | Sichuan  | 3 - 0 | Shanghai | 25-22, 25-19, 25-17        |
| 9ª giornata - 13 dicembre 2015 Fujian Normal University Gymnasium, Fuzhou   | Fujian   | 0 - 3 | Shanghai | 17-25, 20-25, 18-25        |
| 10ª giornata - 17 dicembre 2015 Luwan Gymnasium, Shanghai                   | Shanghai | 3 - 1 | Zhejiang | 25-20, 25-27, 25-17, 25-20 |

##### Seconda fase
| 11ª giornata - 24 dicembre 2015 Luwan Gymnasium, Shanghai                   | Shanghai | 3 - 1 | Henan    | 31-29, 25-23, 23-25, 25-17 |
| 12ª giornata - 27 dicembre 2015 Luwan Gymnasium, Shanghai                   | Shanghai | 0 - 3 | Shandong | 22-25, 20-25, 24-26        |
| 13ª giornata - 31 dicembre 2015 Nanyang City Sports Center Stadium, Nanyang | Henan    | 0 - 3 | Shanghai | 23-25, 23-25, 20-25        |
| 14ª giornata - 3 gennaio 2016 Zibo City Sports Center Arena, Zibo           | Shandong | 0 - 3 | Shanghai | 13-25, 21-25, 16-25        |
| 15ª giornata - 7 gennaio 2016 Luwan Gymnasium, Shanghai                     | Shanghai | 3 - 0 | Bayi     | 25-16, 25-18, 25-18        |
| 16ª giornata - 10 gennaio 2016 Luwan Gymnasium, Shanghai                    | Shanghai | 1 - 3 | Beijing  | 25-12, 20-25, 20-25, 16-25 |
| 17ª giornata - 14 gennaio 2016 University Students Gymnasium, Pechino       | Bayi     | 0 - 3 | Shanghai | 16-25, 22-25, 18-25        |
| 18ª giornata - 17 gennaio 2016 Glory Stadium, Pechino                       | Beijing  | 3 - 0 | Shanghai | 25-19, 25-16, 25-21        |

#### Play-off scudetto

##### Semifinale
| Gara 1 - 21 gennaio 2016 Zibo City Sports Center Arena, Zibo | Shandong | 0 - 3 | Shanghai | 22-25, 20-25, 22-25               |
| Gara 2 - 24 gennaio 2016 Zibo City Sports Center Arena, Zibo | Shandong | 3 - 0 | Shanghai | 25-16, 27-25, 25-21               |
| Gara 3 - 28 gennaio 2016 Luwan Gymnasium, Shanghai           | Shanghai | 3 - 0 | Shandong | 25-20, 29-27, 25-17               |
| Gara 4 - 30 gennaio 2016 Luwan Gymnasium, Shanghai           | Shanghai | 3 - 2 | Shandong | 25-20, 25-16, 19-25, 23-25, 18-16 |

##### Finale
| Gara 1 - 16 febbraio 2015 Luwan Gymnasium, Shanghai | Shanghai | 3 - 1 | Beijing  | 25-20, 25-14, 18-25, 27-25 |
| Gara 2 - 20 febbraio 2015 Luwan Gymnasium, Shanghai | Shanghai | 3 - 1 | Beijing  | 20-25, 25-17, 25-20, 25-22 |
| Gara 3 - 27 febbraio 2015 Glory Stadium, Pechino    | Beijing  | 0 - 3 | Shanghai | 18-25, 25-27, 19-25        |

## Statistiche

### Statistiche di squadra
| Competizione        | Punti | In casa | In casa | In casa | In trasferta | In trasferta | In trasferta | Totale | Totale | Totale |
| Competizione        | Punti | G       | V       | P       | G            | V            | P            | G      | V      | P      |
| ------------------- | ----- | ------- | ------- | ------- | ------------ | ------------ | ------------ | ------ | ------ | ------ |
| Volleyball League A | 30    | 13      | 11      | 2       | 12           | 9            | 3            | 25     | 20     | 5      |
| Totale              | -     | 13      | 11      | 2       | 12           | 9            | 3            | 25     | 20     | 5      |

G = partite giocate; V = partite vinte; P = partite perse

### Statistiche dei giocatori
| Giocatore    | Volleyball League A | Volleyball League A | Volleyball League A | Volleyball League A | Volleyball League A | Totale | Totale | Totale | Totale | Totale |
| Giocatore    | P                   | PT                  | AV                  | MV                  | BV                  | P      | PT     | AV     | MV     | BV     |
| ------------ | ------------------- | ------------------- | ------------------- | ------------------- | ------------------- | ------ | ------ | ------ | ------ | ------ |
| Chen L.      | ?                   | ?                   | ?                   | 38                  | 19                  | ?      | ?      | ?      | 38     | 19     |
| Dai Q.       | ?                   | 308                 | 252                 | 36                  | 20                  | ?      | 308    | 252    | 36     | 20     |
| Fang Y.      | ?                   | ?                   | ?                   | ?                   | ?                   | ?      | ?      | ?      | ?      | ?      |
| Huang B.     | ?                   | ?                   | ?                   | ?                   | ?                   | ?      | ?      | ?      | ?      | ?      |
| Liao J.      | ?                   | ?                   | ?                   | ?                   | ?                   | ?      | ?      | ?      | ?      | ?      |
| Li C.        | ?                   | ?                   | ?                   | ?                   | ?                   | ?      | ?      | ?      | ?      | ?      |
| Li J.        | ?                   | ?                   | ?                   | ?                   | ?                   | ?      | ?      | ?      | ?      | ?      |
| Li N.        | ?                   | ?                   | ?                   | ?                   | ?                   | ?      | ?      | ?      | ?      | ?      |
| Ren Q.       | ?                   | ?                   | ?                   | ?                   | ?                   | ?      | ?      | ?      | ?      | ?      |
| G. Sabbi     | ?                   | 350                 | 303                 | 12                  | 35                  | ?      | 350    | 303    | 12     | 35     |
| C. Savani    | ?                   | 255                 | 204                 | 16                  | 35                  | ?      | 255    | 204    | 16     | 35     |
| Tao Z.       | ?                   | ?                   | ?                   | ?                   | ?                   | ?      | ?      | ?      | ?      | ?      |
| Tong J.      | ?                   | ?                   | ?                   | ?                   | ?                   | ?      | ?      | ?      | ?      | ?      |
| S. Touzinsky | ?                   | ?                   | ?                   | ?                   | ?                   | ?      | ?      | ?      | ?      | ?      |
| Wang Y.      | ?                   | ?                   | ?                   | ?                   | ?                   | ?      | ?      | ?      | ?      | ?      |
| Xu Z.        | ?                   | ?                   | ?                   | ?                   | ?                   | ?      | ?      | ?      | ?      | ?      |
| Zhang S.     | ?                   | ?                   | ?                   | ?                   | ?                   | ?      | ?      | ?      | ?      | ?      |
| Zhang Y.     | ?                   | ?                   | ?                   | 29                  | ?                   | ?      | ?      | ?      | 29     | ?      |
| Zhang Z.     | ?                   | ?                   | ?                   | ?                   | ?                   | ?      | ?      | ?      | ?      | ?      |
| Zhan G.      | ?                   | ?                   | ?                   | ?                   | ?                   | ?      | ?      | ?      | ?      | ?      |

P = presenze; PT = punti totali; AV = attacchi vincenti; MV = muri vincenti; BV = battute vincenti